# Anavinemina
Anavinemina is een geslacht van vlinders van de familie spanners (Geometridae), uit de onderfamilie Ennominae.

## Soorten
- A. aequilibera Prout, 1933
- A. axica Druce, 1892
- A. axicata Rindge, 1964
- A. indistincta Warren, 1964
- A. molybra Rindge, 1964
- A. muraena Druce, 1892
- A. orphna Rindge, 1964
- A. promuraena Rindge, 1964